# Mercedes-Benz M118
La sigla M118 identifica un motore a scoppio progettato all'inizio degli anni '60 dalla Casa automobilistica tedesca Mercedes-Benz e prodotto su licenza dal 1965 al 1972 dalla Audi.

## Storia e caratteristiche

### Contesto storico

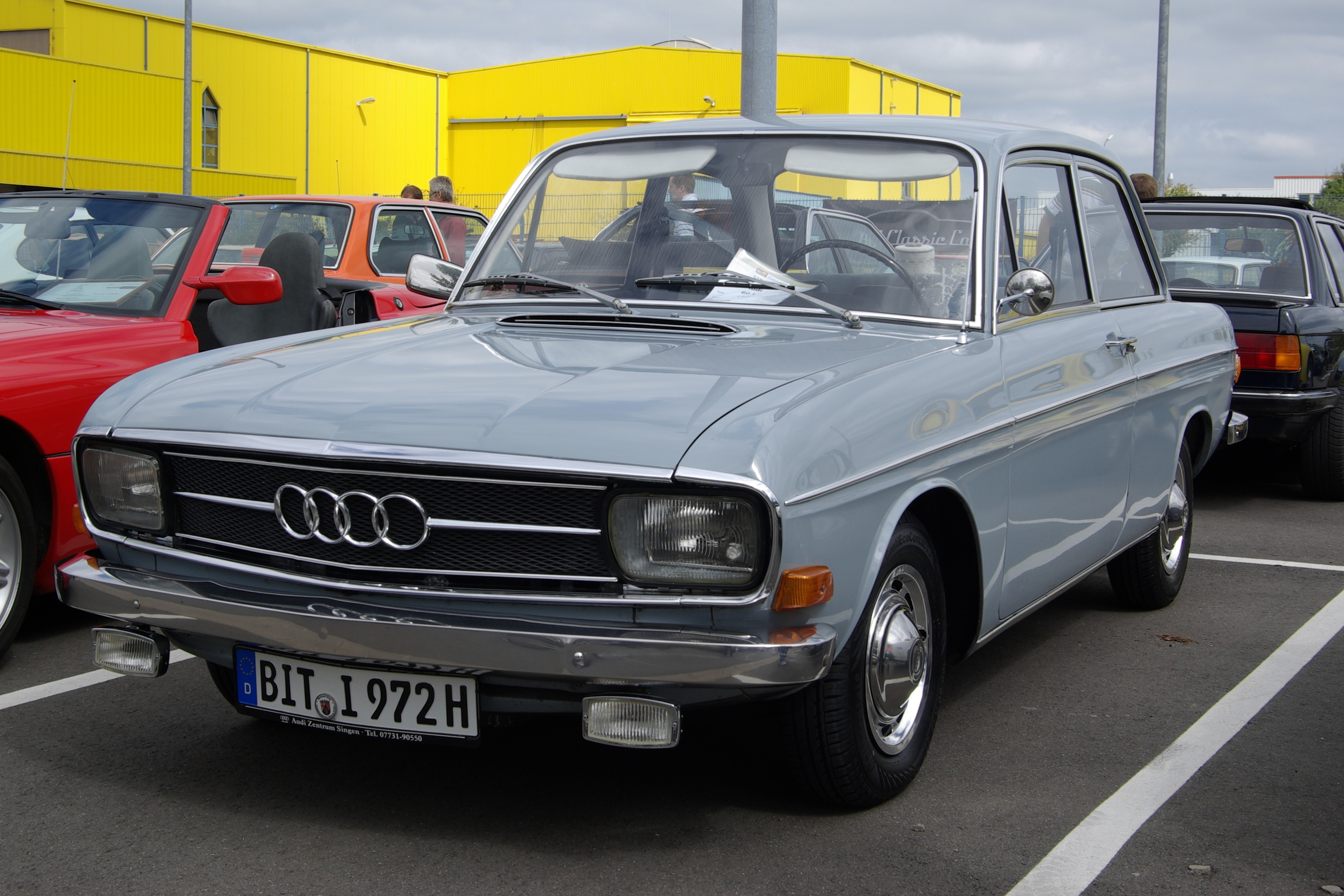
Il motore M118 non venne montato su nessun modello della Casa di Stoccarda, bensì nella prima gamma Audi del dopoguerra, ossia la gamma F103

La nascita di questo motore va inquadrata in un contesto storico che vide la Mercedes-Benz alle prese con un progetto volto alla realizzazione di una vettura da inserire in gamma al di sotto della "Ponton" W120, che durante gli anni '50 del secolo scorso era il modello di base della gamma Mercedes-Benz. Il progetto iniziale, noto con il codice W122, si protrasse fino alla seconda metà del decennio e venne ben presto abbandonato sia per l'acquisizione della Auto Union da parte della Daimler-Benz, che avrebbe permesso essa stessa di entrare nel mercato delle auto di fascia medio-bassa, sia per il fatto che un modello troppo popolare con marchio Mercedes-Benz avrebbe fatto perdere lustro al prestigio della Casa, specialmente nel periodo in cui era stato appena lanciato il nuovo modello di fascia alta, ossia la W111, che aveva fatto tesoro di una progettazione accurata e di una particolare attenzione nell'ambito della sicurezza.
Ma l'allora direttore tecnico Mercedes-Benz, Fritz Nallinger, continuò a vedere una possibilità di sviluppo relativamente ad un modello Mercedes-Benz da inserire al di sotto della W120, quest'ultima ormai in procinto di essere sostituita dalla serie W110. Per questo nel 1960 venne avviato un nuovo progetto denominato dapprima W118 ed in seguito W119. Ne scaturirono alcuni prototipi di vettura dalla linea moderna e gradevole, per la quale il responsabile della progettazione motoristica Ludwig Kraus progettò un motore da 1,7 litri caratterizzato da un elevato rapporto di compressione e da un buon rendimento termico.
Purtroppo, le disastrate condizioni finanziarie in cui versava l'Auto Union costrinsero Nallinger ad inviare ad Ingolstadt proprio Kraus, che portò con sé il progetto relativo al nuovo motore. La successiva vendita dell'Auto Union alla Volkswagen non ebbe conseguenze negative, se non per il fatto che il progetto W119 venne definitivamente abortito e che Ludwig Kraus passò direttamente alle dipendenze del neonato gruppo Volkswagen-Audi. Kraus ebbe così la possibilità di testare il suo motore sotto il cofano della vettura che avrebbe sostituito la DKW F102, il cui motore a due tempi era ormai divenuto anacronistico.
Con il lancio della nuova Audi F103, avvenuto nel settembre del 1965, cominciò anche la carriera della famiglia di motori M118, detti anche motori H.

### Caratteristiche tecniche
Nato con una cilindrata di 1696 cm³, il motore M118 si sarebbe poi moltiplicato in altre varianti di diversi livelli di potenza e cilindrata. Ma in generale il motore M118 aveva le seguenti caratteristiche:
- architettura a 4 cilindri in linea;
- basamento e testata in ghisa;
- alimentazione a carburatore;
- distribuzione ad un asse a camme laterale, con valvole in testa

Parlando invece dell'unità M118 originaria, essa vantava come già detto un rapporto di compressione decisamente alto, specialmente per gli standard dell'epoca. Con un valore di 11,2:1, tale rapporto di compressione permetteva un rendimento termico superiore alla media. Due anni dopo il lancio, però, tale motore vide il proprio rapporto di compressione scendere a 9,1:1, in maniera tale da permetterne il funzionamento anche con benzina normale. La cilindrata di 1696 cm³ scaturiva da misure di alesaggio e corsa rispettivamente pari a 80 x 84,4 mm. La potenza massima di questo propulsore era di 72 CV a 5000 giri/min, mentre la coppia massima raggiungeva i 127 Nm ad un regime di 2800 giri/min.
In seguito, arrivarono nuove declinazioni di questo motore, sia in diversi livelli di potenza, ma mantenendo la cilindrata originaria, sia rilavorando il basamento ed ottenendone così nuovi livelli di cilindrata, da 1.5 ed 1.8 litri. La produzione di questo motore terminò con l'uscita di produzione della F103.
Di seguito vengono mostrate le caratteristiche di tutti i motori M118 prodotti fra il 1965 ed il 1972:
| Variante | Alesaggio x corsa (mm) | Cilindrata (cm³) | Rapporto di compressione | Alimentazione                                                                          | Potenza CV/rpm | Coppia Nm/rpm | Applicazioni | Anni di produzione |
| -------- | ---------------------- | ---------------- | ------------------------ | -------------------------------------------------------------------------------------- | -------------- | ------------- | ------------ | ------------------ |
| 1.       | 80x74,4                | 1496             | 9                        | Carburatore monocorpo Solex 35 PDSIT-5                                                 | 55/4750        | 113/2600      | Audi 60      | 02/1968-07/1972    |
| 2.       | 80x84,4                | 1696             | 11,2                     | Carburatore monocorpo Solex 38 PDSI-1 (34 PDSIT-1 dal 01/1966, 35 PDSIT-5 dal 03/1966) | 72/5000        | 127/2800      | Audi/Audi 72 | 09/1965-08/1967    |
| 3.       | 80x84,4                | 1696             | 9,1                      | Carburatore Solex 35 PDSIT-5                                                           | 72/5000        | 127/2800      | Audi/Audi 72 | 09/1967-11/1968    |
| 4.       | 80x84,4                | 1696             | 9                        | Carburatore monocorpo Solex 35 PDSIT-5                                                 | 75/5000        | 127/3000      | Audi 75      | 12/1968-07/1972    |
| 5.       | 80x84,4                | 1696             | 11                       | Carburatore monocorpo Solex 35 PDSIT-5                                                 | 80/5000        | 132/5000      | Audi 80      | 09/1966-11/1968    |
| 6.       | 81,5x84,4              | 1770             | 9                        | Carburatore doppio corpo Solex 32 DIDTA                                                | 90/5200        | 147/3000      | Audi 90      | 12/1966-07/1971    |